# Apodops
Apodops pricei
Genre
Espèce
Apodops est un genre éteint de céciliens précoces de la formation Itaboraí (en) datant de l'Éocène inférieur au Brésil. Il n'est représenté par son espèce type, Apodops pricei,.

## Systématique
Le genre Apodops et l'espèce Apodops pricei ont été décrits en 1972 par les paléontologues et zoologistes américains Estes (d) (1932-1990) et Marvalee Hendricks Wake (d) (1939-),.

## Publication originale
- (en) Richard Estes et Marvalee H. Wake, « The First Fossil Record of Caecilian Amphibians », Nature, NPG et Springer Science+Business Media, vol. 239, no 5369,‎ septembre 1972, p. 228-231 (ISSN 1476-4687 et 0028-0836, OCLC 01586310, DOI 10.1038/239228B0).